# Erlauf (kommun)
Erlauf är en ort och kommun  i Österrike. Den ligger i distriktet Melk i förbundslandet Niederösterreich,  90 km väster om huvudstaden Wien. 
Kommunen består av åtta orter (Ortschaften) (inom parentes invånarantal 1 januari 2024):

- Erlauf (769)
- Harlanden (49)
- Knocking (35)
- Maierhofen (13)
- Niederndorf (135)
- Ofling (26)
- Steinwand (55)
- Wolfring (57)